# Joan Tower
 (août 2025).
La mise en forme du texte ne suit pas les recommandations de Wikipédia : il faut le « wikifier ».
Les points d'amélioration suivants sont les cas les plus fréquents. Le détail des points à revoir est peut-être précisé sur la page de discussion.
- Les titres sont pré-formatés par le logiciel. Ils ne sont ni en capitales, ni en gras.
- Le texte ne doit pas être écrit en capitales (les noms de famille non plus), ni en gras, ni en italique, ni en « petit »…
- Le gras n'est utilisé que pour surligner le titre de l'article dans l'introduction, une seule fois.
- L'italique est rarement utilisé : mots en langue étrangère, titres d'œuvres, noms de bateaux, etc.
- Les citations ne sont pas en italique mais en corps de texte normal. Elles sont entourées par des guillemets français : « et ».
- Les listes à puces sont à éviter, des paragraphes rédigés étant largement préférés. Les tableaux sont à réserver à la présentation de données structurées (résultats, etc.).
- Les appels de note de bas de page (petits chiffres en exposant, introduits par l'outil «  Source ») sont à placer entre la fin de phrase et le point final[comme ça].
- Les liens internes (vers d'autres articles de Wikipédia) sont à choisir avec parcimonie. Créez des liens vers des articles approfondissant le sujet. Les termes génériques sans rapport avec le sujet sont à éviter, ainsi que les répétitions de liens vers un même terme.
- Les liens externes sont à placer uniquement dans une section « Liens externes », à la fin de l'article. Ces liens sont à choisir avec parcimonie suivant les règles définies. Si un lien sert de source à l'article, son insertion dans le texte est à faire par les notes de bas de page.
- La présentation des références doit suivre les conventions bibliographiques. Il est recommandé d'utiliser les modèles {{Ouvrage}}, {{Chapitre}}, {{Article}}, {{Lien web}} et/ou {{Bibliographie}}. Le mode d'édition visuel peut mettre en forme automatiquement les références.
- Insérer une infobox (cadre d'informations à droite) n'est pas obligatoire pour parachever la mise en page.

Pour une aide détaillée, merci de consulter Aide:Wikification.
Si vous pensez que ces points ont été résolus, vous pouvez retirer ce bandeau et améliorer la mise en forme d'un autre article.
Pour les articles homonymes, voir Tower.
Joan Tower, née le 6 septembre 1938 à New Rochelle (État de New York), est une compositrice, pianiste, cheffe d'orchestre américaine et enseignante. Elle a apporté une contribution durable à la vie musicale aux États-Unis.

## Biographie

### Enfance
Le 6 septembre 1938 à New Rochelle, dans l'État de New York, Anna Peabody Robinson met au monde Joan Peabody Tower. Celle-ci grandira notamment en Bolivie, au Chili et au Pérou, où son père, George Warren Tower III, géologue et minéralogiste, travaillera pendant huit ans,,,. La musique de Joan Tower sera d'ailleurs influencée sur le plan du rythme par son séjour en Amérique du sud, où elle vit à partir de l'âge de neuf ans.
Son père, fils d'une pianiste, tient à ce que sa fille apprenne le piano. Elle commence à en jouer à l'âge de 6 ans, en interprétant des compositeurs européens tels que Frédéric Chopin et Ludvig van Beethoven. Dans son enfance, elle fait preuve d'un talent exceptionnel pour cet instrument.
La famille rentre aux États-Unis après que George Warren Tower III a contracté la tuberculose, nécessitant un traitement dans un sanatorium à l'aide de la pénicilline.
En 1956, Joan Tower est diplômée du lycée Walnut Hill de Natick, dans le Massachusetts, puis elle étudie au Bennington College, dans le Vermont, où elle obtient une licence en musique en 1961. Elle intègre ensuite l'université Columbia,. Ses professeurs sont Otto Luening, Jack Beeson (en), Chou Wenchung ou encore Vladimir Ussachevsky,. Elle obtient un doctorat en composition en 1968,.

### Carrière
Étudiante en piano, Joan Tower compose sa première œuvre à l'âge de 18 ans, et ce uniquement parce que tous les nouveaux étudiants en musique du Bennington College, dans le Vermont, étaient tenus de le faire. « Lorsqu'elle était jeune, Mme Tower composait une musique austère et pointilliste dans le style dodécaphonique alors dominant, mais se tourna rapidement vers un langage propulsif et viscéral » écrit le journal The New York Times.
En effet, à partir de 1969, à New York, elle travaille comme interprète de musique de chambre et compositrice : elle fonde un ensemble pionnier, les Da Capo Chamber Players, lauréats du prix Naumburg, afin de jouer de la musique nouvelle et contemporaine. La découverte d'autres musiques comme le jazz ainsi qu'une prise de conscience du féminisme et du rôle des femmes dans la musique transforment la musique qu'elle écrit. Elle reste au sein de ce groupe pendant 15 ans, de 1970 à 1985, écrivant pour lui plusieurs de ses premières œuvres, y compris ses Petroushskates largement interprétés,,,,.
À partir de 1972, elle enseigne la composition au Bard College. Ce poste la met en contact avec des collègues comme Nancy B. Reich, une musicologue dont le cours sur l'histoire des femmes dans la musique « a changé [s]a vie », selon Joan Tower. En 2018, elle y exerce encore, partageant son temps avec ses fonctions de professeur de musique Asher Edelman et son métier de consultante artistique auprès de la Fondation BMI.
En 1981, elle écrit sa première œuvre orchestrale, Sequoia, sur une commande de la Jerome Foundation, pour l'American Composers Orchestra. Sequoia est un poème symphonique qui représente structurellement un arbre géant du tronc aux aiguilles. Après cela, les commandes, les représentations, les prix et les reconnaissances se succèdent régulièrement.
En 1990, Silver Ladders, une œuvre composée en 1987 dans le cadre d'une résidence de trois ans de 1985 à 1988 avec l'Orchestre symphonique de Saint-Louis, remporte le prix Grawemeyer de composition musicale, doté de 150 000 dollars,. Elle devient la première femme à remporter le prestigieux prix. Elle compose aussi à cette époque diverses œuvres instrumentales, dont Fanfare for the Uncommon Woman qui est en quelque sorte une réponse à Fanfare for the Common Man d'Aaron Copland.
En 1993, à la Maison Blanche, dans le cadre du Forum international des femmes, elle dirige une représentation de Celebration Fanfare, un mouvement de sa pièce Stepping Stones.
En 2004, elle est choisie pour un ambitieux projet, un poème symphonique nommé Made in America, interprété par plus de 65 orchestres dans les cinquante États composant les États-Unis. Leonard Slatkin et le Nashville Symphony enregistrent Made in America en 2006 avec Tambor et Concerto pour orchestre. En 2008, l'album remporte trois Grammy Awards : meilleure composition classique contemporaine, meilleur album classique et meilleure performance orchestrale. Le dernier enregistrement All-Tower de Nashville inclut Stroke, qui reçoit une nomination aux Grammy Awards pour la meilleure composition classique contemporaine.
En 2018, Joan Tower célèbre son 80e anniversaire par le biais de concerts de célébration mettant en vedette les premières mondiales de trois nouvelles compositions au DiMenna Center for Classical Music de New York et au Fisher Center for the Performing Arts du Bard College, au sein duquel elle enseigne toujours. Un spectacle à Red Hook Town est également organisé et son superviseur, Robert McKeon, déclare que l'anniversaire de Joan Tower serait désormais célébré dans la ville comme la Journée d'appréciation de sa musique.
En 2021, les commandes de ses premières comprennent le concerto pour violoncelle A New Day et l'orchestre 1920/2019.

### Reconnaissance et récompenses
À partir des années 2010, les œuvres de Joan Tower sont jouées dans le monde entier. Sa longue carrière l'a menée dans de nombreuses salles de concert parmi les plus éminentes du monde, du Carnegie Hall de New York au Forbidden City Concert Hall de Pékin. Elle fait partie d'un nombre très restreint de compositrices dont les œuvres sont jouées par de grands orchestres. Tout au long de sa carrière, ses œuvres ont été commandées par de grands ensembles, solistes et orchestres, notamment les quatuors Emerson, Tokyo et Muir ; les solistes Alisa Weilerstein, Evelyn Glennie, Carol Wincenc, David Shifrin, Paul Neubauer et John Browning ; et les orchestres de Chicago, New York, Saint Louis, Pittsburgh, Baltimore, Nashville, Albany NY et Washington DC, entre autres.
Le magazine The New Yorker la décrit comme l'une des compositrices les plus titrées de tous les temps. Le journal The New York Times la considère comme « une compositrice dont la franchise et l'éclectisme rendent sa musique instantanément accessible, et dont le sens imaginatif du développement — souvent au moyen de rythmes insistants mais évolutifs et de juxtapositions surprenantes — lui confère une personnalité originale et distinctive ».
Joan Tower est membre de l'Académie américaine des arts et des lettres depuis 1998 et membre de l'Académie des arts et des sciences de l'université Harvard depuis 2004. Elle a également reçu des doctorats honorifiques du Smith College, du conservatoire de musique de la Nouvelle-Angleterre et de l'université d'État de l'Illinois. Ses nombreuses distinctions incluent une bourse Guggenheim, un Grawemeyer Award et trois Grammy Awards. En 2019, la League of American Orchestras lui décerne sa plus haute distinction, le Bâton d'or. En 2020, Chamber Music America lui décerne son Richard J. Bogomolny National Service Award et Musical America la choisit comme compositrice de l'année.

### Vie privée
Son premier mari est le pianiste de jazz et compositeur Walter Howard O'Brien. Le couple divorcera en 1975, après neuf ans de mariage.

## Œuvre

### Ballet
- Stepping Stones (1993), commandé par le Ballet de Milwaukee (en)[6]
  - Chorégraphié par Kathryn Posin

### Musique orchestrale
- Sequoia (1981)[3]
  - commandé par la Jerome Foundation pour l'American Composers Orchestra, qui a créé l'œuvre sous la direction de Dennis Russell Davies à New York.
- Music for violoncelle and Orchestra (1984)[11]
  - écrit pour André Emelianoff.
- Island Rhythms (1985)[12]
  - commandé par l'Orchestre de Floride (en) (avec une participation de la Lincoln Properties Company), qui a créé l'œuvre sous la direction de Irwin Hoffman le 29 juin 1985.
- Homage to Beethoven (Concerto pour piano nº 1) (1985), pour piano et orchestre[13]
  - co-commandé par l'Orchestre philharmonique de la vallée de l'Hudson (en), l'Orchestre de chambre de Saint-Paul et l'Orchestre philharmonique Virtuosi (en), avec une participation de National Endowment for the Arts.
- Silver Ladders (1986)[3]
  - commandé par l'Orchestre symphonique de Saint-Louis, et dédié à Leonard Slatkin, qui a dirigé la première. L'œuvre a gagné le prix en 1988 du Kennedy Center Friedheim Awards (en), et en 1990 a obtenu le prestigieux Grawemeyer Award.
- Clarinet Concerto (1988), pour clarinette et orchestre[14]
  - commandé par la Fondation Walter-W.-Naumburg (en) pour le clarinettiste Charles Neidich (en), qui a créé l'œuvre avec l'American Symphony Orchestra dirigé par Jorge Mester (en) en 1988.
- Concerto pour flûte (1989), pour flûte et orchestre[15]
  - écrit pour Carol Wincenc (en), qui a créé l'œuvre.
- Island Prelude (1989), pour hautbois et orchestre à cordes[16]
  - écrit pour le hautboïste Peter Bowman (en), qui a créé l'œuvre avec l'Orchestre symphonique de Saint-Louis dirigé par Leonard Slatkin le 4 mai 1989.
- Concerto pour Orchestre (1991)[17]
  - co-commandé par l'Orchestre symphonique de Chicago, l'Orchestre symphonique de Saint-Louis et l'Orchestre philharmonique de New York.
- Fanfare for the Uncommon Woman (1987–1992)[1]
  - commandé par Absolut Vodka pour l'Orchestre symphonique de Houston, l'Orchestre philharmonique de New York, l'Orchestre de l'église Saint-Luc et le Kansas City Symphony. L'œuvre a été créée par l'Orchestre symphonique de Houston dirigé par Hans Vonk.
- Concerto pour violon (1991), pour violon et orchestre[18]
  - commandé par le Snowbird Institute et le Barlow Endowment (en).
- Stepping Stones (1993)[6]
  - commandé par le Ballet de Milwaukee (en).
- Duets (1994), pour orchestre de chambre[3]
  - écrit pour l'Orchestre de chambre de Los Angeles.
- Paganini Trills (1996)[17]
  - créé au Powell Hall, Saint-Louis le 19 mai 1996.
- Rapids (Concerto pour piano nº 2) (1996), pour piano et orchestre[19]
  - commandé par l'Université du Wisconsin à Madison pour la pianiste Ursula Oppens.
- Tambor (1998)[20]
  - commandé par Mariss Jansons et l'Orchestre symphonique de Pittsburgh, qui l'a créé le 7 mai 1998.
- The Last Dance (2000)[21]
  - écrit pour l'Orchestre de l'église Saint-Luc, qui a créé l'œuvre sous la direction de Alan Gilbert au Carnegie Hall, New York le 24 février 2000.
- Fascinating Ribbons (2001), pour harmonie[22]
  - commandé par le College Band Directors National Association et a été créé lors de la CBDNA Conference en 2001.
- Strike Zones (2001), concerto pour percussion et orchestre[23]
  - écrit pour Evelyn Glennie et le National Symphony Orchestra, qui a créé l'œuvre sous la direction de Leonard Slatkin au John F. Kennedy Center for the Performing Arts, Washington (district de Columbia) en octobre 2001.
- In Memory (2002), pour orchestre à cordes[24]
  - transcription pour quatuor à cordes par Tower pour le Quatuor à cordes Cavani (en).
- Made in America (2004), pour orchestre de chambre[5]
  - commandé par Ford Made in America en partenariat avec le Ligue des orchestres américains (en) et New Music USA (en), pour un ensemble de plus de 60 orchestres d'amateurs répartis aux USA. L'œuvre a été créée par le Glens Falls Symphony Orchestra en octobre 2005.
- Purple Rhapsody (2005), concerto pour alto et orchestre de chambre[25]
  - co-commandé par l'Orchestre symphonique d'Omaha (en), l'Orchestre philharmonique de Buffalo, l'Orchestre symphonique de Virginie (en), le Kansas City Symphony, le ProMusica Chamber Orchestra (Columbus), le Peninsula Music Festival Orchestra (Comté de Door), et l'Orchestre symphonique de Chautauqua (en), avec une subvention de la Serge Koussevitzky Music Foundation pour la Bibliothèque du Congrès. L'œuvre a été créée par l'altiste Paul Neubauer (à qui l'œuvre est dédiée) et l'Orchestre symphonique d'Omaha (en) en 2005.
- Chamber Dance (2006), pour orchestre de chambre[26]
  - écrit pour le Orpheus Chamber Orchestra, qui a créé l'œuvre au Carnegie Hall en mai 2006.
- Stroke (2010)[27]
  - commandé par l'Orchestre symphonique de Pittsburgh, qui a créé l'œuvre dirigée par Manfred Honeck le 13 mai 2011 au Salle Heinz pour les arts de la scène (en), Pittsburgh, Pennsylvanie.
- Red Maple (2013), pour basson et orchestre à cordes[28]
  - créé par Peter Kolkay, basson, avec le South Carolina Philharmonic dirigé par Morihiko Nakahara le 4 octobre 2013.
- A Fanfare for the Uncommon Woman n°6 (en) (2014), dédié à l'intrépide Hillary[29]
  - commandé par l'Orchestre symphonique de Houston, écrit pour le Fanfare Project, créé par l'Orchestre symphonique de Baltimore le 8 mai 2016.
- 1920/2019 (2020)[30]
  - commandée par le New York Philharmonic
- A New Day (2021)[31]
  - commandée par Alisa Weilerstein pou le Colorado Music Festival

### Musique de chambre
- Breakfast Rhythms I. and II. (1974) pour clarinette solo, flûte, percussion, violon, violoncelle et piano[32]
- Black Topaz (1976) pour flûte, clarinette, trompette, trombone et deux percussions[33]
- Amazon I. (1977) pour flûte, clarinette, violon, violoncelle et piano[34]
- Petroushkates (1980) pour flûte, clarinette, violon, violoncelle et piano[35]
- Noon Dance (1982) pour flûte, clarinette, percussion, piano, violon et violoncelle[36]
- Fantasy... Harbour Lights (1983) pour clarinette et piano[37]
- Snow Dreams (1983) pour flûte et guitare[38]
- Fanfare for the Uncommon Woman (1986) pour onze cuivres et trois percussions[39]
- Island Prelude (1989) pour hautbois solo et quatuor à cordes/quintette ou quintette à vent[40],[41]
- Second Fanfare for the Uncommon Woman (1989) pour onze cuivres et trois percussions[39]
- Third Fanfare for the Uncommon Woman (1991) pour dixtuor de cuivres[39]
- Celebration Fanfare (1993) pour onze cuivres et trois percussions[39]
- Elegy (1993) pour trombone solo et quatuor à cordes[42]
- Fifth Fanfare for the Uncommon Woman (1993) pour quatre trompettes[43]
- Night Fields (quatuor à cordes no 1) (1994) pour quatuor à cordes[44]
- Trés lent (Hommage à Messiaen) (1994) pour violoncelle et piano[45]
- Turning Points (1995) pour clarinette et quatuor à cordes[46]
- And... they're off (1997) pour trio avec piano[47]
- Rain Waves (1997) pour violon, clarinette et piano[48]
- Toccanta (1997) pour hautbois et clavecin[49]
- Big Sky (2000) pour trio avec piano[50]
- In Memory (quatuor à cordes no 2) (2002) pour quatuor à cordes[51]
- Incandescent (quatuor à cordes no 3) (2003) pour quatuor à cordes[52]
- DNA (2003) pour quintette de percussions[53]
- For Daniel (2004) pour trio avec piano[54]
- A Little Gift (2006) pour flûte et clarinette[55]
- Copperwave (2006) pour quintette de cuivres[56]
- A Gift (2007) pour flûte, clarinette, basson, cor et piano[57]
- Trio Cavany (2007) pour trio avec piano[58]
- Angels (quatuor à cordes no 4) (2008) pour quatuor à cordes[59]
- Dumbarton Quintet (2008) pour quintette avec piano[60]
- Rising (2009) pour flûte et quatuor à cordes[61]
- White Granite (2010) pour quatuor avec piano[62]
  - 17-minute work, co-commandé par le St Timothy's Summer Music Festival, Montana, le Bravo! Vail (en), Colorado, et le LaJolla Music Society for SummerFest, Californie. Créé à Georgetown Lake, Montana le 11 juillet 2010.
- White Water (quatuor à cordes nº 5) (2011) pour quatuor à cordes, commandé pour le Daedalus Quartet par le Chamber Music Monterey Bay[63]
- Catching a Wave (2012) pour violon et piano[64]
- Red Maple (2013) pour basson et piano[65]
- Wild Summer (2017)[66]
- Small Plus (2017) pour quatre percussions[67]
- Wild Run (2018) pour violoncelle et piano[68]
- Looking Back (2018)[69]
- Wingspan (2019) pour clarinette et piano[70]
- Purple Rain (2020)[71]
- Into the Night (2022)[72]

### Œuvres vocales
- Can I (2007), pour chœur S.S.A.A. et deux percussionnistes[73]
  - écrit pour le Young People's Chorus of New York City (en), qui a créé l'œuvre sous la direction de Francisco J. Nuñez au Miller Theater (en), New York le 27 avril 2008.
- Up High (2010)[74]
- Descent (2012)[75]
- Descending (2012)[76]
- Thank You (2018)[77]

### Instrument seul
- Platinum Spirals (1976), pour violon[78]
- Wings (1981), pour clarinette ou saxophone alto[79]
- Clocks (1985), pour guitare[80]
- Or like a...an engine (1994), pour piano[81]
- Ascent (1996), pour orgue[82]
- Holding a Daisy (1996), pour piano[83]
- Valentine Trills (1996), pour flûte[84]
- Wild Purple (1998), pour alto[85]
- Vast Antique Cubes/Throbbing Still (2000), pour piano[86]
- Simply Purple (2008), pour alto[87]
- Ivory and Ebony (2009), pour piano[88]
- For Marianne (2010), pour flûte[89]
- String Force (2010), pour violon[90]
- Steps (2011), pour piano[91]
- Sixth Fanfare for the Uncommon Woman (for solo piano) (2014)[92]
- Power Dance (2015)[93]
- Purple Rush (2016) pour violon[94]
- Small (for percussion solo) (2016)[95]
- Second Flight (2017) pour saxophone alto[96]
- Beauty and the Beast (2022)[97]

## Discographie
- TOWER: Made in America / Tambor / Concerto for Orchestra Naxos Nr. 8.559328[98]
- Chamber and Solo Music Naxos Nr. 8.559215 Chamber Music, Instrumental[99]
- Silver Ladders / Island Prelude / Sequoia Naxos Nr. FECD-0025[100]
- Cantos Desiertos / BEASER / TOWER / LIEBERMANN Naxos Nr. 8.559146[101]
- WORLD PREMIERE COLLECTION Naxos Nr. FECD-0032[102]